# Березівська міська рада

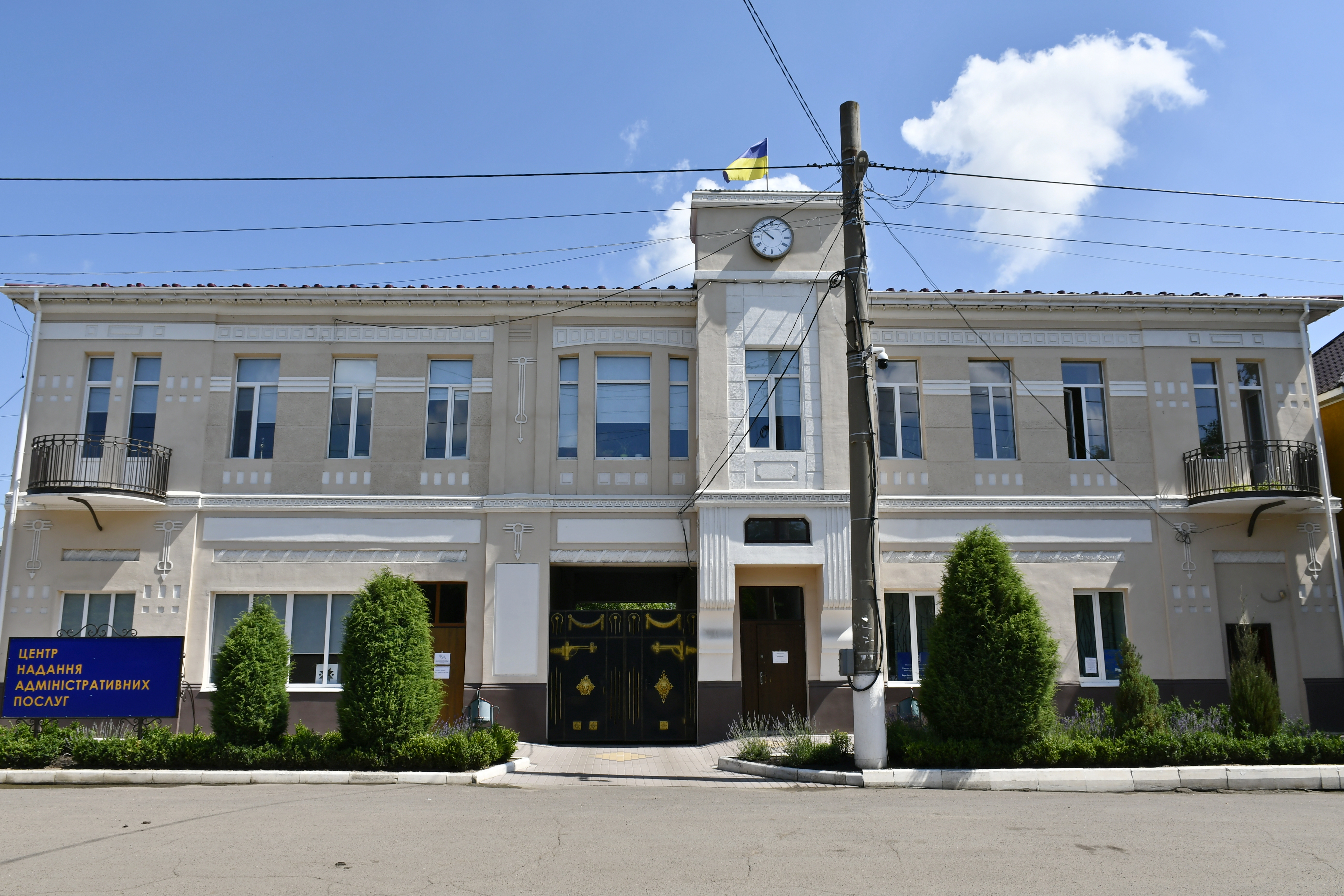
Березівська міська рада, адмінбудівля

Березі́вська міська́ ра́да — орган місцевого самоврядування Березівської міської громади в Березівському районі Одеської області.

## Склад ради
Рада складається з 30 депутатів та голови.
- Голова ради: Григораш Валерій Валерійович
- Секретар ради: Шевченко Сергій Олександрович

### Керівний склад попередніх скликань
| Прізвище, ім'я, по батькові  | Основні відомості                                                                                | Дата обрання | Дата звільнення |
| ---------------------------- | ------------------------------------------------------------------------------------------------ | ------------ | --------------- |
| Желіховський Юрій Вікторович | Міський голова, 1968 року народження, безпартійний                                               | 26.03.2006   | 31.10.2010      |
| Григораш Валерій Валерійович | Міський голова, 1975 року народження, освіта вища, член Всеукраїнського об'єднання «Батьківщина» | 31.10.2010   |                 |

Примітка: таблиця складена за даними сайту Верховної Ради України

### Депутати
За результатами місцевих виборів 2010 року депутатами ради стали:

#### За суб'єктами висування
| Суб'єкт висування                                       | Кількість обраних депутатів | %  |
| ------------------------------------------------------- | --------------------------- | -- |
| Партія регіонів                                         | 18                          | 60 |
| Політична партія Всеукраїнське об'єднання «Батьківщина» | 6                           | 20 |
| Комуністична партія України                             | 3                           | 10 |
| Соціалістична партія України                            | 3                           | 10 |